# Conviction (album Aiden)
Conviction – studyjny album zespołu Aiden wydany 21 sierpnia 2007. Edycja Best Buy zawiera dwie ekskluzywne bonusowe piosenki "Here Lies the Waste" i "So Far Away". Płyta wyznaczyła całkowitą zmianę kierunku muzycznego zespołu, ale wykazuje pewne podobieństwo do poprzedniej płyty - Nightmare Anatomy.
Pierwszy singel z albumu, One Love, ukazał się na blogu zespołu na Myspace 23 lipca 2007.
Zespół skończył nagrywanie albumu po krótkiej brytyjskiej trasie koncertowej, na której supportowali Lostprophets, i wrócił do Wielkiej Brytanii, by zagrać na festiwalu Download, zanim wybrali się na trasę koncertową promującą album.
Album wyciekł w całości 21 lipca 2007, miesiąc przed datą oficjalnego ukazania się krążka.

## Lista utworów
1. "The Opening Departure" - 1:58
2. "She Will Love You" - 4:16
3. "Teenage Queen" - 3:24
4. "Hurt Me" - 3:24
5. "One Love" - 3:25
6. "Moment" - 3:44
7. "Darkness" - 3:49
8. "Son of Lies" (nagrywany z Efrem Schultzem z zespołu Death By Stereo) – 3:20
9. "Believe" - 3:07
10. "Bliss" - 3:18
11. "The Sky is Falling" - 3:06

### Bonusowe piosenki
1. "Here Lies the Waste" (piosenka bonusowa Best Buy) – 3:08
2. "So Far Away" (piosenka bonusowa Best Buy) – 3:21

## Artystyczna okładka płyty
Artystyczną okładkę do Conviction zaprojektował artysta Alex Pardee, który opracował okładki do albumów The Used.

## Twórcy
- wiL Francis – śpiew, fortepian, gitara
- Angel Ibarra – gitara prowadząca, śpiew w tle
- Jake Wambold – gitara, śpiew w tle
- Nick Wiggins – gitara basowa, śpiew w tle
- Jake Davison – perkusja